# Subversion
Der Begriff der Subversion (lat. subversio „Umsturz“, „Zerstörung“) hat mehrere Bedeutungen. Allgemein bezieht sich der Begriff auf Vorgänge, Bestrebungen oder Darstellungen, die eine bestehende staatliche oder soziale Ordnung (Autoritäten, gesellschaftliche Institutionen, soziale Konventionen/Stereotype) und damit verbundene Hierarchien, Ausbeutung von Gruppen, Machtkonzentrationen usw. in Frage stellen bzw. verändern wollen.

## Politische Subversion
Als politische Subversion bezeichnet man eine Tätigkeit im Verborgenen, deren Ziel der Umsturz oder die Schwächung bzw. Verbesserung einer bestehenden Ordnung durch Unterwanderung und Untergrabung ist. Der Begriff wird häufig auch diskriminierend oder manipulativ für Gruppierungen verwendet, die nur vermutlich oder angeblich Subversion betreiben. In manchen Regimen wird zusammenfassend die gesamte tatsächliche, vermutete oder angebliche politische Opposition als Subversion bezeichnet.
Methoden der Subversion können sein:
- Ziviler Ungehorsam, auch bürgerlicher Ungehorsam, ist eine Form politischer Partizipation, deren Wurzeln bis in die Antike zurückreichen. Als moderne Väter des Konzepts gelten Henry David Thoreau, Mohandas Karamchand Gandhi und Martin Luther King, Jr.
- Als politischer Widerstand wird die Verweigerung des Gehorsams oder das aktive oppositionelle Handeln gegenüber der Obrigkeit oder der Regierung bezeichnet.
- Subkultur: Der offiziellen Kultur, die für die offiziell erwünschten Werte eintritt, wird eine eigene Kultur entgegengesetzt, die gegensätzliche Inhalte propagiert, z. B. in der Pop- und Rockmusik (z. B. im Punk), in der Kunst oder der Literatur. Die genannte Kunst kann subversiv sein, wenn sie der bestehenden Wunschvorstellung der sozialen Ordnung ein Gegenmodell vorhält oder sie mit Realitäten konfrontiert (z. B. Ghettos). Als unpolitische Beispiele seien an dieser Stelle exemplarisch Exploitation-Filme der 70er- und 80er-Jahre genannt, die subversiv waren, indem sie mit Kombinationen aus Themen wie Kirche/Religion, Nationalsozialismus und übertriebener Gewalt bestehende Wertvorstellungen ankratzten, um zu provozieren; freilich ohne dabei einen politischen Willen zu verfolgen, sondern schlicht, um Menschen in die Kinos zu locken. Subversive Themen haben also häufig auch einen gewissen Reiz auf Menschen.
- Diversion: Die Verbreitung von Gerüchten oder Falschmeldungen, die Verfälschung oder Unterdrückung von Nachrichten und Dokumenten, offene oder versteckte Propaganda gegen diese Ordnung oder für Gruppen oder Individuen, die gegen diese Ordnung kämpfen, deren Anwerbung, Ein- oder Ausschleusung und Finanzierung, desgleichen die Korruption oder Abwerbung von Unterstützern der Ordnung.
- Insubordination: Ungehorsam gegenüber Vorgesetzten, heute insbesondere in Bezug auf militärische Befehlsgewalt angewendet, siehe auch Befehlsverweigerung und Gehorsamsverweigerung.

- Terror: Die Verleumdung, Bedrohung, Erpressung, Beraubung, Entführung, Verletzung oder Tötung von Repräsentanten, Mitgliedern, Helfern oder Helfershelfern dieser Ordnung.
- Sabotage: Die Wegnahme, Beschädigung oder Zerstörung von Gegenständen und Bestandteilen der Infrastruktur, die der Aufrechterhaltung dieser Ordnung dienen.

Geheimdienste können sich ebenfalls dieser Methoden bedienen, im Heimatland jedoch meist mit dem Ziel der Aufrechterhaltung eines bestimmten Regimes.
Die vom KGB praktizierte Subversion gegenüber Ländern außerhalb der Grenzen der damaligen UdSSR bestand aus 4 Etappen:
1. Demoralisierung
2. Destabilisierung
3. Krise
4. „Normalisierung“

Die meisten Aktionen zur Demoralisierung sind offen, verwenden Methoden, welche im Zielland legal und nicht leicht zu identifizieren sind, denn sie erstrecken sich über sehr lange Zeiträume. Das fundamentale Prinzip der Demoralisierung und der Destabilisierung ist das Richten der Kräfte des Gegners gegen sich selbst.
Tatsächliche oder vorgebliche Subversion können auch Taten wie organisierter oder fortgesetzter Ladendiebstahl, regelmäßiges Schwarzfahren, Bemalen öffentlicher Anlagen, Kommunikationsguerilla oder Sachbeschädigung sein, wenn sie ganz oder unter anderem in der bewussten Absicht begangen werden, dem angenommenen politischen oder gesellschaftlichen Gegner zu schaden und damit geeignet sind, die bestehende Ordnung zu untergraben.
In poststrukturalistischen Theorien (z. B. bei Michel Foucault) wird der Begriff explizit positiv verwendet.
In den südamerikanischen Militärdiktaturen der 1970er und 1980er Jahre wurde der Begriff „Subversive“ (span. plural subersivos) praktisch unterschiedslos als Oberbegriff für alle politischen Gegner gebraucht. Dies lieferte die Rechtfertigung für die Verhaftung und Ermordung zehntausender Menschen (siehe auch Desaparecidos).

## Subversive Argumentation als Stilmittel
In der Rhetorik besteht die Taktik der subversiven Argumentation darin, Inkonsistenzen und Selbstwidersprüche in Ideologie und Argumentation des Gegners wahrheitsgetreu, aber offensichtlich und in für den Gegner möglichst peinlicher Weise herauszuheben. Unter anderem kann der gegnerische Standpunkt mit offensichtlich schlechten, aber vom Gegner nicht ablehnbaren Argumenten verteidigt werden. Diese Art der Argumentation findet insbesondere gegenüber dogmatisch-ideologischen Gedankengebäuden Anwendung.
In der Kunst wurde dies unter dem Begriff der Kommunikationsguerilla als künstlerische Strategie zur Subversion von Kommunikationsstrukturen bekannt. Eine kritische Auseinandersetzung mit derartigen Strategien der Überaffirmation und dem Verhältnis von Kunst und Politik findet sich im Sammelband Kunst, Krise, Subversion. Zur Politik der Ästhetik zur Subversivmesse Linz09.
Auch Witze gelten als eine Form subversiver Argumentation. Dazu George Orwell: „Jeder Witz ist eine kleine Revolution.“ Loriot: „Humor entsteht, wenn Ordnung durchbrochen wird.“
Nicht zufällig empfanden viele Diktaturen Witze als subversiv und verurteilten Witzeerzähler zu teils drakonischen Strafen.

## Namensgebungen für Zusammenschlüsse
In Zagreb findet seit 2008 das von Srećko Horvat und anderen gegründete Subversive Festival statt. Die Subversive Aktion war Mitte der 1960er-Jahre eine westdeutsche Gruppierung, der prägende Personen der späteren 68er-Bewegung angehörten und später Götz Kubitschek und andere Rechtsradikale zur Gründung der Konservativ-Subversiven Aktion animierten.